# Acoblament capacitiu

Diagrama de blocs genèric d'un sistema d'alimentació sense fil que funciona per acoblament capacitiu. Consisteix en una unitat transmisora (esquerra) que transmet energia a una unitat receptora (dreta). El transmissor consta d'un oscil·lador electrònic que impulsa dues plaques de condensadors (C) 180° desfasades amb una tensió d'alta freqüència. El potencial altern de les plaques del condensador del transmissor esquerre crea camps elèctrics oscil·lants (E, vermell) que indueixen potencials alterns a les plaques del condensador del receptor dret per inducció electroestàtica. Els potencials condueixen el corrent d'anada i tornada a través del rectificador que el rectifica a un corrent continu que alimenta la càrrega.

L'acoblament capacitiu és la transferència d'energia dins d'una xarxa elèctrica o entre xarxes distants per mitjà de corrent de desplaçament entre nodes de circuit(s) induït pel camp elèctric. Aquest acoblament pot tenir un efecte intencionat o accidental.
En la seva implementació més senzilla, l'acoblament capacitiu s'aconsegueix col·locant un condensador entre dos nodes. Quan es realitza l'anàlisi de molts punts d'un circuit, la capacitat de cada punt i entre punts es pot descriure en forma de matriu. En circuits analògics, s'utilitza un condensador d'acoblament per connectar dos circuits de manera que només el senyal de CA del primer circuit pugui passar al següent mentre el CC està bloquejat. Aquesta tècnica ajuda a aïllar els paràmetres de polarització de CC dels dos circuits acoblats. L'acoblament capacitiu també es coneix com a acoblament de CA i el condensador utilitzat amb aquest propòsit també es coneix com a condensador de bloqueig de CC.
La capacitat d'un condensador d'acoblament per evitar que una càrrega de CC interfereixi amb una font de CA és particularment útil en circuits amplificadors de classe A evitant que una entrada de 0 volts es passi a un transistor amb polarització de resistència addicional; creant una amplificació contínua. L'acoblament capacitiu disminueix el guany de baixa freqüència d'un sistema que conté unitats acoblades capacitivament. Cada condensador d'acoblament juntament amb la impedància elèctrica d'entrada de la següent etapa forma un filtre de pas alt i la seqüència de filtres dona com a resultat un filtre acumulat amb una freqüència de tall que pot ser superior a la de cada filtre individual.
L'acoblament capacitiu sovint no és desitjat, com ara la capacitat entre dos cables o traces de PCB que es troben una al costat de l'altra. Un senyal pot acoblar-se capacitivament amb un altre i provocar el que sembla ser soroll. Per reduir l'acoblament, els cables o les traces sovint es separen tant com sigui possible, o les línies de terra o els plans de terra s'executen entre senyals que poden afectar-se, de manera que les línies s'acoblen capacitivament a terra en lloc d'entre elles. Els prototips de circuits analògics d'alta freqüència (desenes de megahertz) o d'alt guany, sovint utilitzen circuits que es construeixen sobre un pla de terra per controlar l'acoblament no desitjat. Si la sortida d'un amplificador d'alt guany s'acobla capacitivament a la seva entrada, es pot convertir en un oscil·lador electrònic.